# Varg i Skandinavien

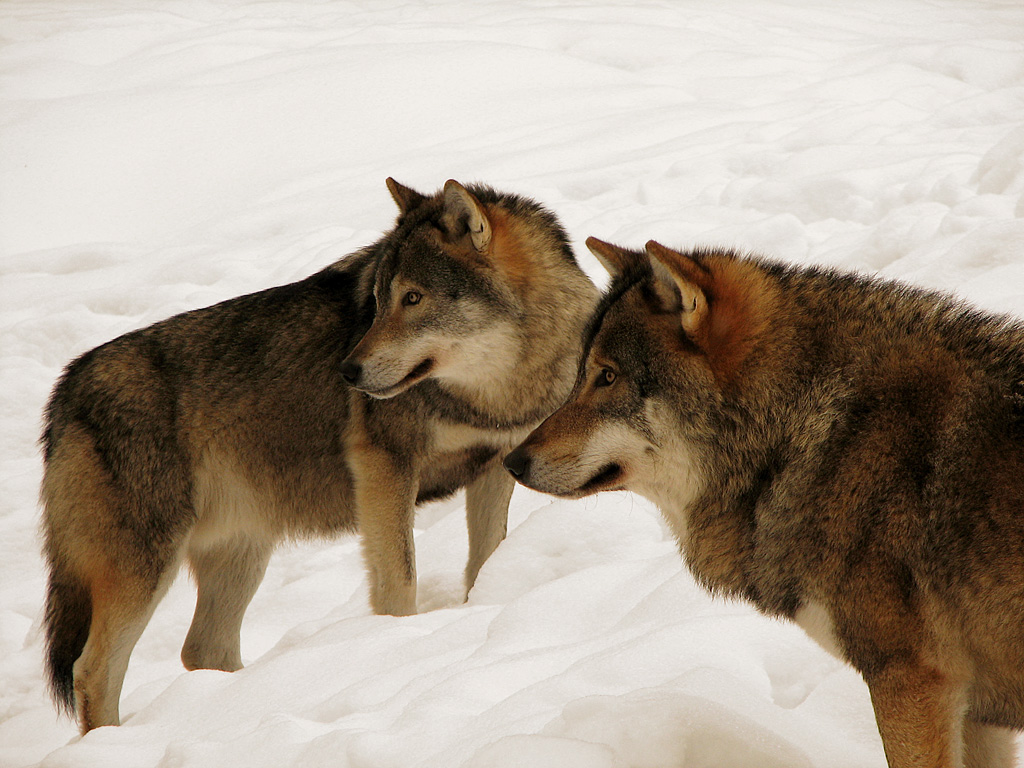
Två vargar på Kolmårdens djurpark.

Varg i Skandinavien har funnits i betydande utsträckning från istidens slut fram till utrotandet under 1900-talet. 
Efter artens återintroducering finns i Skandinavien för närvarande livskraftiga vargbestånd i Sverige och Norge. I Danmark sköts den sista ursprungliga vargen 1813. Från 2013 har det dock regelbundet rapporterats om förekomst av varg på Jylland. 
Denna artikel berör primärt varg i Skandinavien, och således belyses endast i förbigående frågor som handlar om varg i Finland. Spontant invandrande vargar kommer dock från Finland eller via Finland från Ryssland.

## Historik

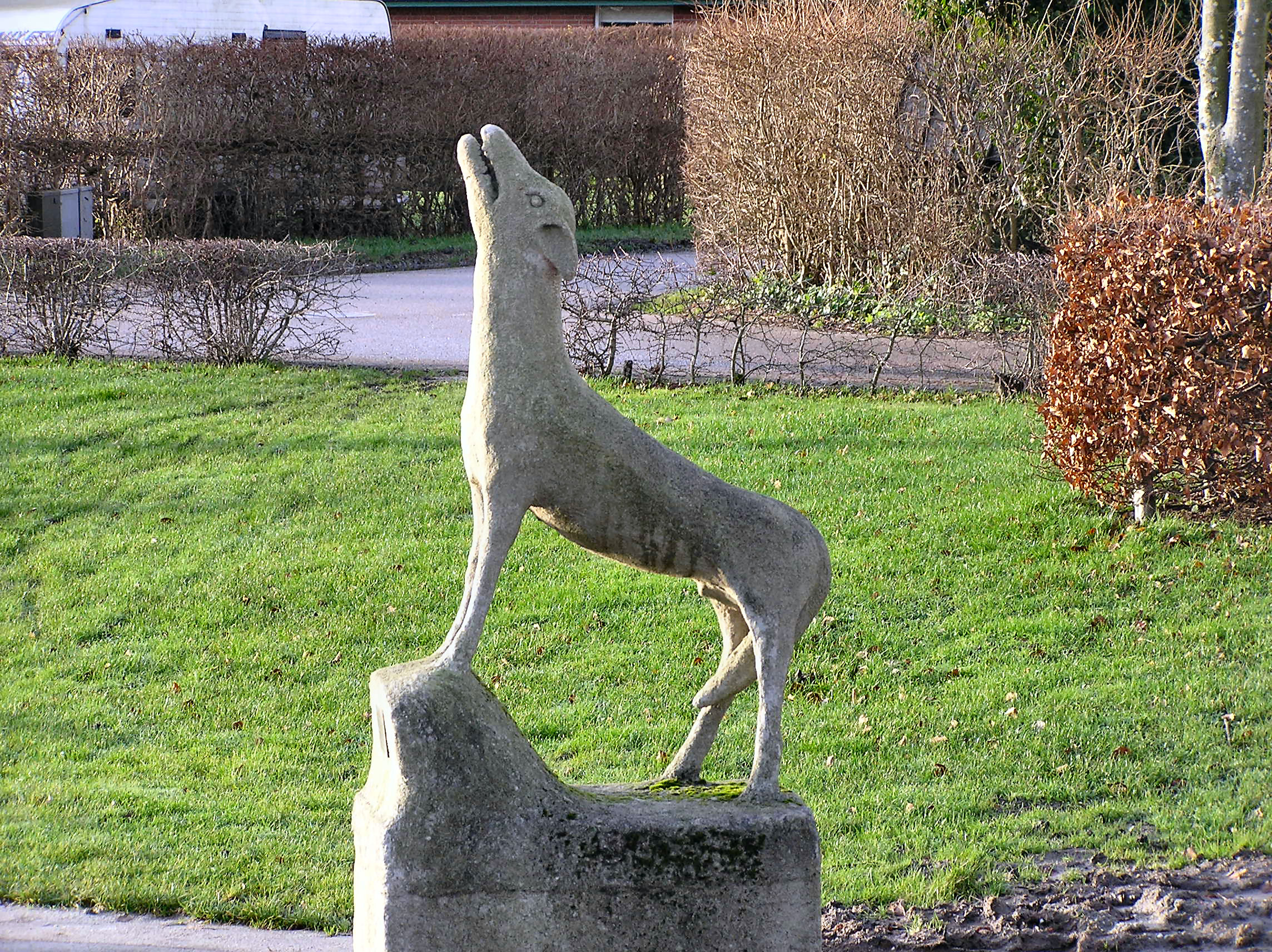
Ulsted, byens vartegn
Staty av Jens Kjær Pedersen, 1941.
I Ulsted kan Danmarks sista varg ha funnits.

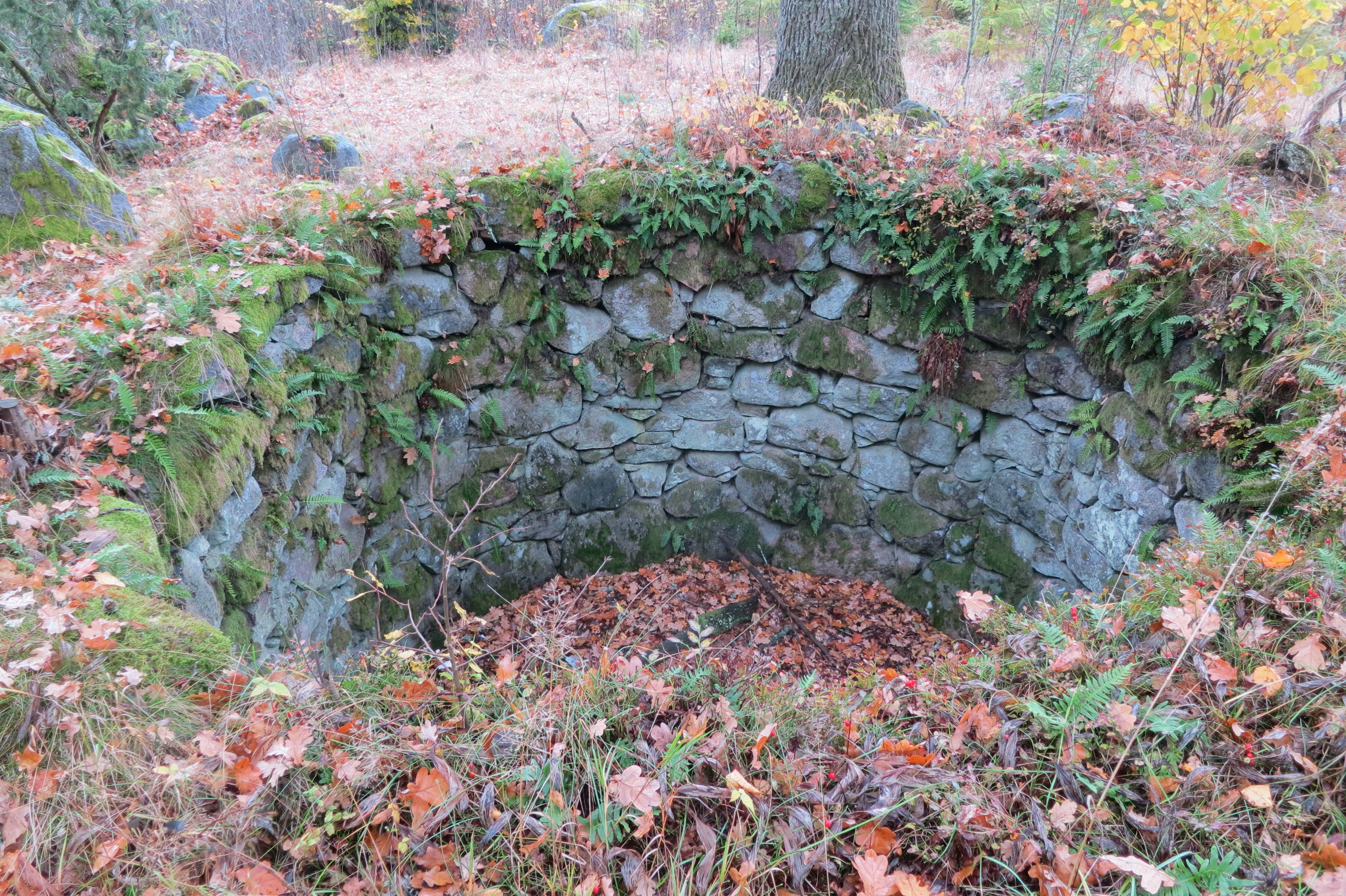
Varggrop i Södra Sandsjö socken, Småland

Vargen invandrade till Skandinavien för ungefär 10 000–12 000 år sedan, i samband med att den senaste istiden tog slut. Populationens storlek har därefter haft en variation som skiftat i takt med tillgången på lämpliga bytesdjur.
Den skandinaviska vargstammen tillhör gruppen Nordliga vargar, stora arter med stor hjärna och starka rovdjurständer, som förekommer i Nordamerika, Europa och norra Asien. På grund av sin storlek och kraftigare tanduppsättning är de ett farligare rovdjur än sina sydeuropeiska släktingar. Det finns dokumentation på att varg förekommit i alla svenska landskap utom på Öland och Gotland.
I Sveriges gamla landskapslagar är det tydligt att varg var vanligt i hela landet. I Västgötalagen står det: "Alla, som i Västergötland bo, ingen undantagen, skola bygga varggård eller hålla vargnät". Magnus Erikssons allmänna landslag från 1347 och i Kristofers landslag från 1442 finns liknande skyldigheter. Förutom vargnät skulle man även äga en varggrop, vargtrumma, vargtång, spjut, gevär och lapptyg. I Olaus Magnus Historia de gentibus septentrionalibus från mitten av 1500-talet står det att vargen är mycket talrik och hemsöker byar på landet under stränga vintrar. I Karl XI:s dagbok från 1689 skriver kungen: "Den 8 november var jag, min son Karl och prins Fredrik uppå jakt i Djurgården och bekommo 10 vargar i stora Lopkärrsbacken, men tvenne sluppo."

## Vargens utrotande och återkomst
Vargen har länge betraktats som ett skadedjur, redan på 1200-talet påbjöds i de svenska landskapslagarna att bönder skulle hålla redskap för och delta i vargjakt. Torpare och bönder var påbjudna deltagande i rovdjursskall, där drevkedjor med ibland tusentals drevkarlar, gick genom skogarna i jakt på varg och andra rovdjur. Den som inte deltog straffades med böter. För att uppmuntra jakt infördes genom 1647 års jaktstadga skottpengar på varg. I 1664 års jaktstadga höjdes skottpengen till två daler för en vuxen varg och till en daler för varje dödad vargunge.
Före 1850 var vargar talrika till och med i Skåne, där en fälldes så sent som 1875. Under andra hälften av 1800-talet minskade antalet vargar snabbt i Sverige av flera orsaker som ökat jakttryck, brist på villebråd, ökat användande av stryknin från 1830 samt sjukdomar hos vargen. Under 1850-talet dödades 1 850 vargar i Sverige. Decimeringen av den svenska vargstammen skedde med början i södra Sverige och från 1870-talet verkar den mest ha varit koncentrerad till landets nordligaste delar. Jakt med varggrop, även kallat fångstgrop, förbjöds 1864.

### Reduceringen av vargstammen på 1800-talet

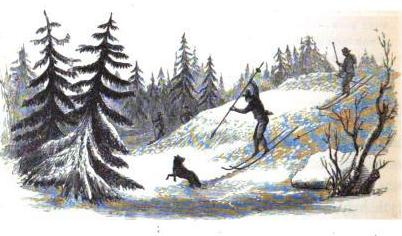
"Vargjakt på skidor", tecknad på trä av Alex Fussell och graverad av Mason Jackson, i Llewellyn Lloyds Scandinavian Adventures: During a Residence of Upwards of Twenty Years; Representing Sporting Incidents, and Subjects of Natural History, and Devices for Entrapping Wild Animals. With Some Account of the Northern Fauna, 1854.

Kring 1800-talets början var vargpopulationen fortfarande stark och vargen var vanligt förekommande i hela Sverige, utom på Gotland och Öland. Ett högt jakttryck kombinerat med dålig tillgång på mat gjorde att stammen minskade betydligt.
Under åren 1827–1839 dödades omkring 6 790 vargar. För 1840-talet är statistiken mycket ofullständig, men under perioden 1850–1859 utgjorde totalfångsten omkring 1900 vargar för hela landet, och av dessa svarar Norrbottens län ensamt för 434, medan endast ett fåtal fälldes i de tre sydligaste länen och 1 i Stockholms län. I Östergötland, de båda västgötalänen samt Kronobergs län ökade antalet till över 100 per län, i det sistnämnda till 180. Örebro län och Södermanland förefaller däremot ha varit vargfria. Det följande årtiondet, 1860-talet, visar sig vara det för vargstammen i Sverige kritiska decenniet. Visserligen uppgår totalsiffran för i Sverige dödade vargar till 909 och bör troligen ha varit omkring ett 50-tal högre på grund av vissa brister i redovisningen, men i flera län var det de sista resterna av vargstammen, som nu utrotades. Under 1870-talet var det bara de tre nordligaste länen, som kunde uppvisa en verklig vargstam, av vilken 391 dödades, under det att för hela det övriga landet redovisades ett knappt tjugotal dödade vargar. Som exempel på minskningen kan nämnas att i Dalarna dödades på 1860-talet 128 vargar, men på 1870-talet endast 1. Under 1880-talet fanns varg enbart i de tre nordligaste länen, och där fälldes 333 djur, varav 236 i Norrbottens län. Under 1890-talet ökade stammen, sannolikt genom invandring från nordöst. I Norrbottens län dödades under perioden 366, i Västerbotten 107, i Jämtland 266 samt i Dalarna, som tidigare varit vargfritt, 19.
I Norge dödades under första hälften av 1800-talets 300–400 vargar årligen. Liksom i Sverige var 1860-talet det decennium som var avgörande för reduceringen av vargstammen. Under detta årtionde tömdes i stort sett Sydnorge på varg.

### Utrotningen av vargen på 1900-talet
Den svenska vargstammen år 1900 har uppskattats till ett hundratal djur.Under 1900-talets första decennium hade vargstammarna ungefärligen samma inbördes förhållanden i de tre nordligaste länen, men de hade minskat. I slutsumman för dödade vargar i hela landet, som var 301, ingick de 23 sista vargarna i Dalarna. Under 1920-talet kom en ny invandringsvåg österifrån, som åstadkom en ökning av de i Norrbottens län fällda vargarna till 286. I Västerbottens blev ökningen inte större än till 29, medan invasionen ej var märkbar i Jämtland; där visade sig rentav en fortsatt nedgång i det fällda antalet till 73. 1920–29 dödades i Norrbottens län de tre första åren 55 vargar, men en valpsjukeepidemi minskade sedan stammen, så under de sju följande åren fälldes inte mer än 23 vargar. Även i Västerbottens län hade stammen minskat, så under samma tioårsperiod dödades endast 15 vargar. I Jämtlands län var antalet 34. Under perioden 1930–1937 förekom varg i praktiken endast i de tre nordligaste länen, antalet fällda djur reducerades kraftigt, något som säkerligen kan sammanlänkas med den höga statliga skottpenningen på 550 kronor per djur. Under 1950-talet kan stammen uppskattas till omkring 20 djur. 
Den sista kända föryngringen i Sverige ägde rum 1964 i Lule lappmark och när vargen fridlystes i Sverige, vid halvårsskiftet 1966, fanns högst ett 10-tal vargar kvar. I Norge fridlystes vargen temporärt 1972 och permanent 1973. Det fanns under vintern 1975–1976 sannolikt endast en varg kvar i Sverige och Norge, en ensam hane i Sarek-Padjelanta. Med tanke på att det endast fanns en varg i Sverige och Norge var en naturlig tillväxt högst osannolik, och med denna individ dog den ursprungliga skandinaviska vargstammen ut.

### Vargens återkomst

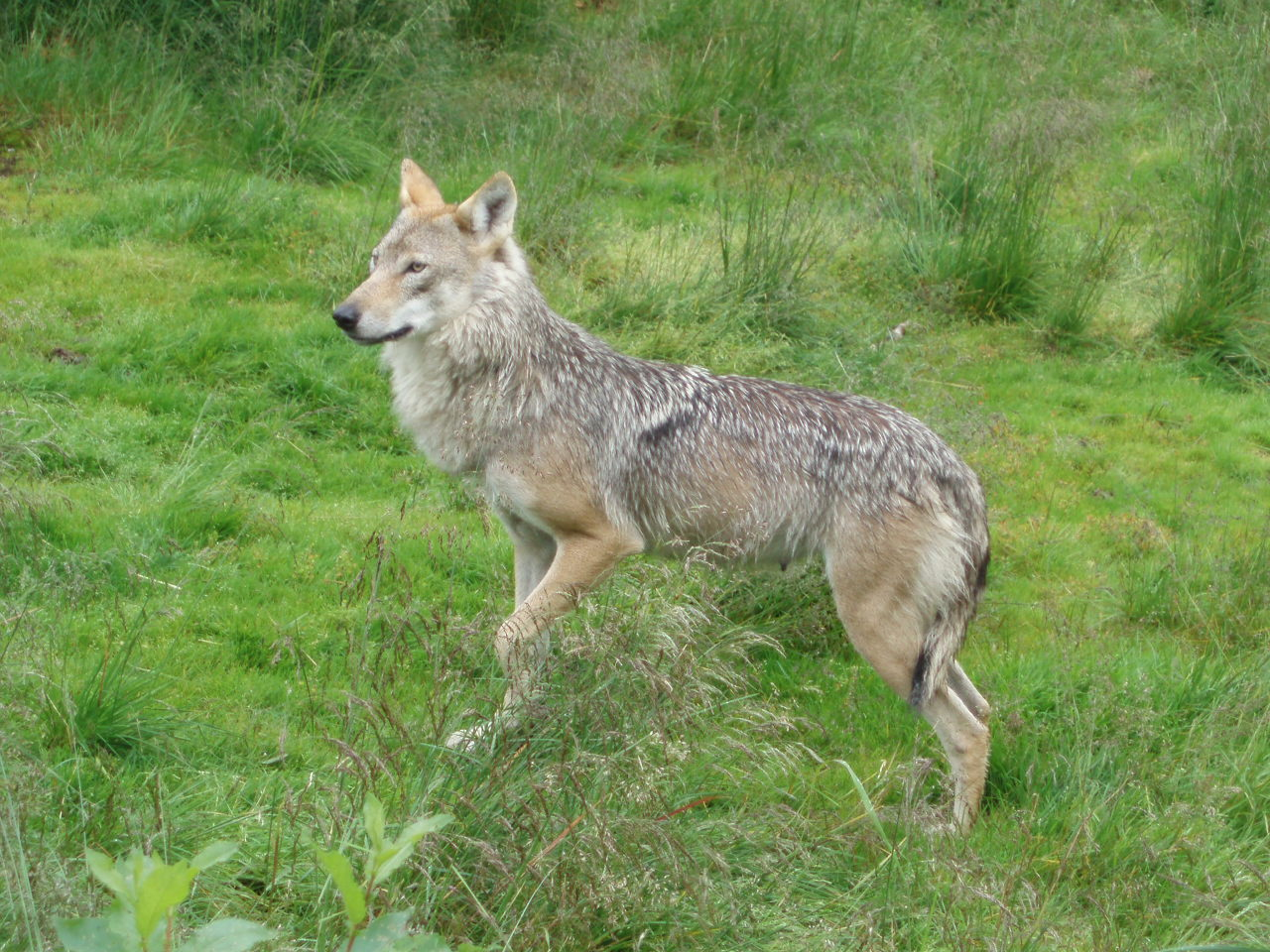
Eurasisk varg (Canis lupus lupus) på Polar zoo nära Bardu.

#### Projekt varg
I syfte att stärka vargens förekomst i Sverige startade Svenska Naturskyddsföreningen år 1971 Projekt Varg.Den ursprungliga tanken med Projekt Varg var att skapa en vargstam om 10–15 individer som rörde sig i norra Värmland, norra Dalarna och angränsande områden i Norge. Man avsåg att begränsa stammens storlek genom avskjutning.
1976 begärde Svenska Naturskyddsföreningen pengar av regeringen till Projekt Varg för att återskapa en frilevande vargstam i Sverige. Detta skulle ske genom utsättning av vargar uppfödda i djurparker. Inom Projekt Varg ansågs spontan invandring från Finland vara orealistisk, och vintern 1976 hade man en patrull i Finland i syfte att fånga in vilda vargar för att få in friskt blod i de djurparksvargar som senare skulle släppas ut. 
Sommaren 1976 presenterade Projekt Varg planer på att skapa ett vilthägn på en kvadratmil vid Eskilsberget söder om Fredriksberg, i gränstrakterna mellan Dalarna, Värmland och Västmanland. I hägnet skulle befolkning och övrigt vilt stängas in med minst 100 djurparksvargar i ett försök att återanpassa dessa till ett liv i det vilda. Man avsåg att finansiera det kostsamma projektet med skattemedel. Projektet genomfördes aldrig.

#### Invandring från öst
När första snön föll hösten 1977 konstaterades spår av varg på flera platser i norra Norrland. Det rörde sig om totalt 7–8 djur varav 2 höll till i skogslandet öster om Kiruna och 3 i Stora Sjöfallets nationalpark. Djuren var del av en invandringsvåg som samma år till Finland från dåvarande Sovjetunionen. 1978 skedde en föryngring i Kirunatrakten och på hösten samma år konstaterades en flock på 8 vargar i området. Detta var den första kända föryngringen i Skandinavien efter fridlysningen 1966. De kommande åren dödades vargarna vid både legal och illegal jakt. Inventeringar vintrarna 1980 och 1981 påvisade att det endast fanns en ensam varg kvar i Stora Sjöfallets nationalpark. I maj 1981 sköts även denna individ och Skandinavien var återigen utan känd varg.
Vid 1970-talets slut observerades vargar i norra Värmland samt angränsande delar av Dalarna och Hedmarks fylke i Norge. Först observerades bara enstaka ensamlevande vargar, men vintern 1982/1983 hade ett par etablerats. Denna händelse räknas som starten för återetableringen av den nuvarande skandinaviska vargstammen. De valpar som föddes var den första kända föryngringen i södra Skandinavien sedan 1918. Därefter har föryngring skett i Mellansverige varje år utom 1986. Dessa vargar har med hjälp av DNA-analys konstaterats vara av finskt/ryskt ursprung och den nuvarande skandinaviska vargstammen har inget härstamning från den forna populationen som utrotades. Vegårsheiulven blev 1984 den första varg som fälldes legalt efter vargens utrotande i Norge.
År 1986 släppte svenska postpunkbandet Imperiet singeln Var e vargen ("var är vargen"), vilken har tolkats handla om vargens mystiska återinträde i Skandinavien, vars refräng lyder "Var är vargen du trodde var död". Sista versen lyder "Människa, är du för eller mot till slut?", vilket kan tolkas som: 'Får vargen stanna om den återkommit?', följt av en ändrad sista refräng till "Det är vargen du trodde var död, det är vargen du hört".

## Den skandinaviska vargstammens population och status
Den skandinaviska vargstammen kan betraktas som en gemensam svensk-norsk population. Då dessa stater gränsar till Finland och Ryssland förekommer det kontakt med den finska och ryska vargstammen. 2007 invandrade två hanar österifrån och har fått valpkullar i Skandinavien 2008, 2009 och 2010.
2012 meddelade det statligt tillsatta forskningsprojektet Skandulv i en sårbarhetsanalys att minsta livskraftiga population (MVP) för en hållbar vargstam i Sverige och Norge bedömts till 100 individer. Ur ett rent genetiskt perspektiv beräknas omkring 40 individer vara tillräckligt.
I den europeiska delen av Danmark utrotades vargen 1813, då den sista vilt levande individen sköts. Det finns dock en ursprunglig vargstam på Grönland. 2012 påträffades en varg i Nordjylland som vandrat in från Tyskland. Våren 2015 meddelade danska forskare att man genom DNA-analys från vargspillning kunnat fastställa att det fanns åtminstone fyra vargtikar i landet.
Ett etablerat vargpar har fött minst en kull valpar. De danska vargarna spåras inom ett projekt som leds av Aarhus universitet.

### Population
År 1992 fanns 16–17 vargar i Sverige och tre år senare, 1995 fanns det 40 individer. Denna snabba tillväxt bromsades dock genom illegal jakt. År 1999 fördelade sig de cirka 70 skandinaviska vargarna på 7 flockar med 12 revirmarkerande par och ett antal ensamlevande individer. 2004 fanns det 110 skandinaviska vargar, varav cirka 85 på den svenska sidan om gränsen (främst i Dalarna, Härjedalen, Närke och Värmland). Sommaren 2005 föddes totalt 13 vargkullar i Sverige, och 2006 tror man att 16–17 par föryngrade sig.
Det skandinaviska beståndet var cirka 127–151 djur vintern 2006/2007, varav 19–21 individer återfanns i Norge och resterande i Sverige.
Vintern 2012/2013 uppskattades det norsk-svenska beståndet till cirka 400 djur (316–520), varav cirka 30 helnorska vargar, cirka 50 gränsvargar, och cirka 320 helsvenska vargar.
Vid en inventering vintern 2013/2014 uppskattades Sveriges och Norges gemensamma vargstam till 400 (316–520) individer, varav grovt uppskattat 30 är i Norge, 50 längs gränsen och 320 i Sverige.I juni 2014 rapporterade länsstyrelsen att det, enbart i Värmland, fanns drygt 200 vargar i länet, fördelat på 29 revir.. Vid 2015 års uppdatering av Artdatabankens stammen ha stärkts såpass att den räknades som sårbar.
Det totala antalet vargar i Skandinavien vintern 2014/2015 beräknas till cirka 460 (364–598) individer inklusive dem som dött under samma period. I Sverige beräknas antalet vargar till cirka 415 (328–539). Inventeringens slutdatum är den 31 mars, sålunda är valpar födda våren 2015 ej inräknade.
Den svenska riksdagen har beslutat att referensnivån för antalet vargar i Sverige ska vara inom intervallet 170–270 vargar. Naturvårdsverket har fastställt referensnivån till 270 vargar vilket motsvarar 27 föryngringar. Den årliga tillväxten i den svenska vargstammen har under perioden 1999–2009 varierat mycket kraftigt. I snitt var tillväxttakten under den första halvan av perioden 7 % per år, medan den under den andra halvan var 19 %. Vargen finns framförallt i Mellansverige, med tätast koncentration i Värmlands län, Dalarnas län, Örebro län och Gävleborgs län

### Status
Enligt Artdatabankens rödlista har populationen i Sverige en starkt uppåtgående trend. I rödlistan, som uppdateras vart femte år, klassades stammen 2000 och 2005 som akut hotad. 2010 hade dess status förbättrats till starkt hotad, och 2015 ansågs den ytterligare ha stärkts i sådan grad att den räknades som sårbar.
Den positiva trenden har dock brutits. 2020 klassades vargen som starkt hotad i Sverige och akut hotad i Norge.

### Genetiska aspekter på den skandinaviska vargstammen
Även om det finns ett kraftigt växande sammanhängande norskt-svenskt bestånd sedan 1982, anses arten av somliga som hotad i Skandinavien. Detta beror på att den skandinaviska vargpopulationen är isolerad från den eurasiska, genom att invandrande individer från Finland och Ryssland har svårt att passera finska Lappland och svenska Norrland på grund av konflikten med rennäringen[källa behövs]. Isoleringen hotar på sikt den genetiska variationen, och man kan befara en inavelsdepression om inte nytt genetiskt material kommer in österifrån.
2015 är ursprunget till vargstammen i Norge och Sverige sju individer. som invandrat från Finland/Ryssland. Två av dessa etablerade sig i Nyskoga i Värmland och fick sina första valpar 1983. I början av 1990-talet vandrade en hane in från Finland och fick valpar i Gillhov i Jämtland åren 1991–1993. Dessa tre vargar utgjorde hela den genetiska basen för den dåvarande stammen. fram till 2008 då ytterligare två invandrade hanvargar från den finska populationen etablerade revir med honor från den skandinaviska stammen. Den ena vargen etablerade Galven-reviret i Gävleborgs län, medan den andra etablerade sig i det norska Kynna-reviret (öster om Elverum). 2014 flyttades ett vargpar med finskryska gener från Norrbotten till Tiveden och fick valpar där.
Tillväxten som har skett i den svenska vargstammen har skett på en väldigt smal genetisk bas, vilket har lett till att de svenska vargarna har en mycket hög grad av inavel. 2006 hade den svenska stammen en genomsnittlig inavelskoefficient på 0,31 men inaveln har sedan dess minskat något och låg år 2013 på 0,25. Detta kan jämföras med att barn/avkomma till ett syskonpar ger en inavelskoefficient på 0,25. En så hög inavelsgrad gör att risken för inavelsrelaterade skador och sjukdomar är stor. Naturvårdsverket och Jordbruksverket fick den 20 december 2012 förnyat uppdrag att genomföra åtgärder för att genetiskt förstärka den svenska vargstammen under 2013–2014. Detta uppdrag grundade sig på ett riksdagsbeslut om att införliva ett antal vargar med östligt ursprung, högst 20 individer, i den svenska vargstammen. Detta mål förändrades dock efter ett riksdagsbeslut om ny hållbar rovdjurspolitik i december 2013, varefter inflyttning ansågs inaktuell eftersom vargstammen då ansågs ha fått en gynnsam bevarandestatus.
Inaveln i den skandinaviska vargstammen har reducerats med ungefär en tiondel sedan 2006 till följd av två nya invandrare 2007. Det har bidragit att dessa invandrare, deras avkomma, samt även deras kullar, har undantagits från licensjakt genom att jakt inte tilläts i de revir de uppehåll sig. Ingen av dessa genetiskt värdefulla vargar fälldes vid licensjakterna 2010 eller 2011.

### Hundhybrider

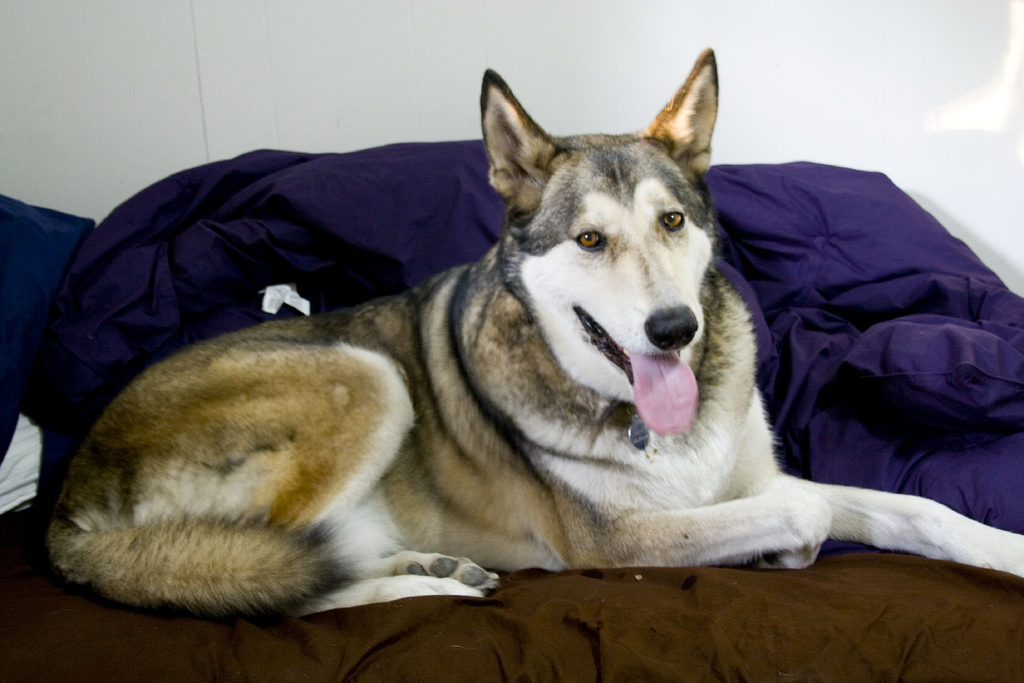
Hundhybrid i form av en korsning mellan Alaskan malamute och varg.

Hundhybrider (ofta även kallade varghybrider eller hybridvargar) är korsningar mellan tamhund och varg. Hybridisering förekommer såväl spontant i naturen som arrangerat av människan.[källa behövs]
Deras temperament har ansetts svårt att förutse, då olika aspekter kan vara lika hundens eller vargens, med stora variationer till och med inom en kull. Värt att notera är att "varghybrid" är en vanligt använd, men inkorrekt term, då det antyder på en korsning mellan två olika arter, medan hund bara är en underart av varg.
1999 föddes en kull på fem hybridvargar i Østfold i sydöstra Norge. Att de var hybrider konstaterades då en av dem trafikdödades och DNA-undersöktes på Evolutionsbiologiskt centrum vid Teknisk-naturvetenskapliga fakulteten vid Uppsala universitet. Norges regering tog beslut om att samtliga hybridvargar skulle avlivas, eftersom de utgjorde ett genetiskt hot mot den vilda vargstammen.
Enligt Artskyddsförordningen, SFS 2007:845, får vildlevande rovdjur inte hållas som sällskapsdjur. Även hybrider mellan tamhund och vildlevande hunddjur är förbjudna att avla fram, importera, hålla och handla med. Som hybrider i lagens mening räknas första till fjärde generationen efter att korsningen ägt rum.
De DNA-analyser som Sveriges lantbruksuniversitet utför, möjliggör relativt hög säkerhetsgrad vid identifiering av första och andra generationens hundhybrider. Om hybridisering skett i tidigare släktled än så. krävs ett mer omfattande genetiskt analysarbete, något som inte utförs på prover från skandinaviska vargar. på grund av bristfälliga resurser. Hybridisering i tredje och fjärde led förblir därför oupptäckt.

### Inplantering av varg
Den ursprungliga tanken vid starten av Projekt Varg 1971 var att skapa en vargstam om 10–15 individer som rörde sig i norra Värmland, södra Dalarna och angränsande områden i Norge. Man avsåg att begränsa stammens storlek genom avskjutning. Inom Projekt Varg ansågs spontan invandring från Finland vara orealistisk, och vintern 1976 hade man en patrull i Finland i syfte att fånga in vilda vargar för att få in friskt blod i de djurparksvargar som senare skulle släppas ut.
Sommaren 1976 presenterades planer på att skapa ett vilthägn på en kvadratmil vid Eskilsberget söder om Fredriksberg, i gränstrakterna mellan Dalarna, Värmland och Västmanland. I hägnet skulle befolkning och övrigt vilt stängas in med minst 100 djurparksvargar i ett försök att återanpassa dessa till ett liv i det vilda. Man avsåg att finansiera det kostsamma projektet med skattemedel. Projektet med jättehägnet vid Eskilsberget genomfördes aldrig. Samma år släpptes även rapporten Projekt Varg - om vargens situation och framtid i Sverige (1976). I samband med att rapporten publicerades begärde Naturskyddsföreningen pengar av regeringen för att återskapa den svenska vargstammen.
Ingen inplantering av varg skedde 2011. Svenska djurparksföreningen sade nej till att placera ut vargvalpar 2011  och endast vuxna djur återstod. Enligt vargforskaren Olof Liberg är det en tidsödande process. Finska myndigheter sade nej till att ta vilda valpar från Finland för utplacering i Sverige 2011. Finska myndigheter är tveksamma till att vilda valpar från Finland placeras ut i Sverige i framtiden överhuvudtaget 

### Flytt av varg
Det har sedan 1970-talet varit känt bland svenska forskare och myndigheter, att flytt av vilda vargar har mycket små utsikter att lyckas. De infångade individerna stannar sällan kvar där de släpps, utan börjar tämligen omgående vandra i riktning mot platsen där de infångades, även om det rör sig om avsevärda avstånd. Fenomenet benämns på engelska homing, något som på svenska kan översättas till hemåtvändande. Trots mångårig kännedom om problematiken, har Naturvårdsverket upprepade gånger lagt stora resurser på att försöka omplacera problematiska vargar.
Det mest kända exemplet är flytten av Junselevargen, som även kallades Susi. Tiken invandrade från Finland, eller möjligen Ryssland, under 2010, och bedömdes som genetiskt intressant för att minska inaveln i den svenska vargstammen. Hon flyttades söderut från Tåssåsens sameby i Jämtlands län, där hon börjat livnära sig på tamren. Efter flytten till Örebro län, påbörjade hon, tämligen omedelbart. en vandring norrut och stannade återigen till i Jämtland. Efter en andra flytt söderut, vandrade hon återigen norrut och stannade denna gång till i Junseletrakten i Västernorrlands län. Vargtiken flyttades söderut ytterligare två gånger, för att omedelbart börja vandra norrut. I februari 2014 försvann hon spårlöst. De fyra flyttarna kostade sammanlagt drygt nio miljoner kronor. 

### Svenska vargens framtid

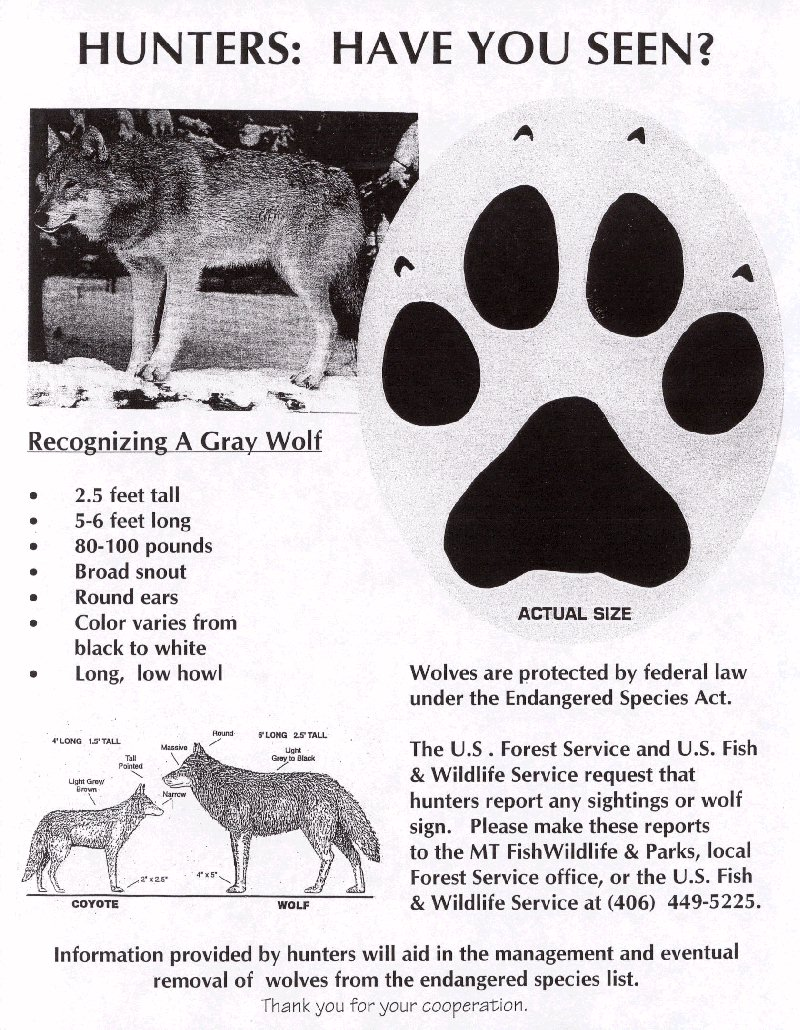
Igenkänningstecken för varg och vargspår.

Enligt vad Svenska Dagbladets journalist Susanna Baltscheffsky hävdar skall vargforskare vid Grimsö ha ansett att om hänsyn tas till de politiska restriktionerna så skulle de, i denna mening, lämpligaste områdena för vargar i Sverige vara Gävleborgs län, södra Dalarna, Västmanland, Örebro län och norra Östergötland. För att få acceptans för de mål som har fattats av statsmakten skall den förre miljöministern Andreas Carlgren, enligt Svenska Dagbladet, ha förordat att 27 vargar skulle få fällas 2010.
För första gången på 100 år föddes det 2010 vargar i Stockholmstrakten. Ett vargpar i Riala fick då fyra valpar i skogen utanför Norrtälje. 2009 fanns det som mest 27 vargpar i Sverige som fick valpar.
År 2010 ville moderaterna i Älvdalens kommun att folkomröstningar om vargens framtid skall kunna ske länsvis istället för kommunalt, något som skedde år 2006.
På djurparksanläggningen Nordens Ark pågår ett avelsprojekt med vargar. Tanken är att dessa vargars avkomma skall bli utplacerade på lämplig plats i naturen i framtiden. Därmed kan de utgöra ett viktigt genetiskt tillskott till den svenska vargstammen med tanke på att Nordens Arks vargar ursprungligen kommer från Estland. Nordens Ark ingår också i ett vargavelsprogram djurparker emellan.
Den 21 februari 2011 meddelades det att en varg från den finsk-ryska vargstammen var nära de svenska vargarna i Gävleborgs län efter att ha vandrat genom nästan hela Norrland.

Troligtvis var det en hane som spårades en och en halv mil från ett revir med en ensam tik. Den enda varghanen där sköts ihjäl under 2011 års jakt. 

## Jakt på varg
Huvudartikel: Vargjakt

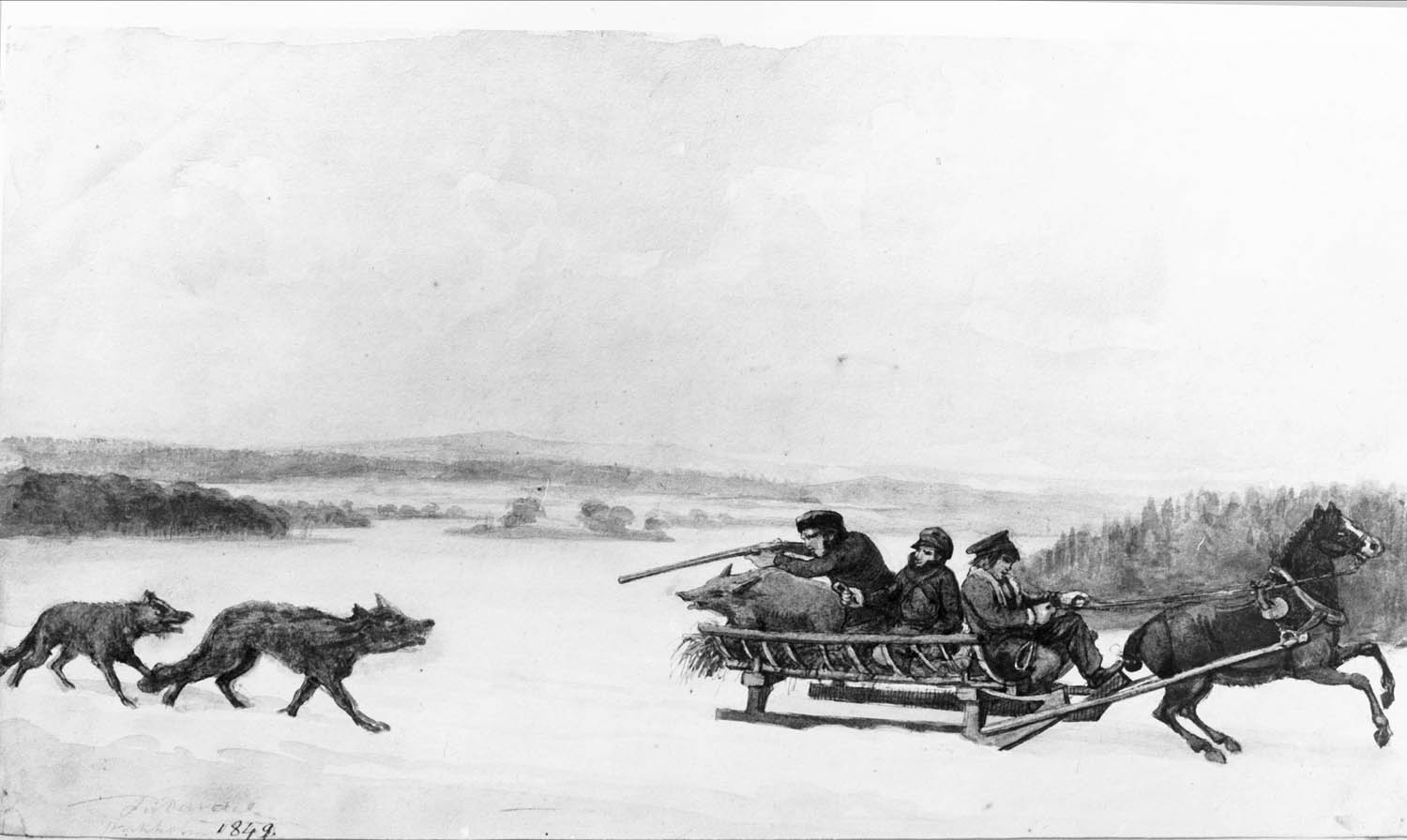
Wargjagt i Westergötland.
Fritz von Dardel, 1847.

Jakt på varg bedrivs huvudsakligen i syfte att reglera beståndet, för att därigenom minska de negativa följdverkningar som populationen förorsakar människor och deras tamdjur.

### Skyddsjakt på varg
För närvarande tillåts inte vargar etablera sig inom renbetesområdet då förekomst av varg har ansetts vara till skada för renskötseln. Här har staten genomfört skyddsjakt på vargar. En metod som använts är att skytten har färdats i helikopter, och fällt vargen då denne kommit inom skotthåll.
2015 fick Naturvårdsverket i uppdrag av regeringen att utreda om möjligheterna att utöva skyddsjakt på varg i Sverige kunde utökas.

### Licensjakt på varg
Riksdagens etappmål var cirka 200 svenska vargar och man beslutade 2009 att begränsa vargstammen till 210 individer. Därför inleddes 2 januari 2010 jakt på varg för första gången sedan 1965. Jaktperioden sträckte sig till den 15 februari 2010. Totalt skulle 27 djur skjutas i fem län, nio i Dalarnas län, respektive Värmlands län, och tre i vardera Örebro län, Västra Götalands län och Gävleborgs län. Den 28 januari hade 4 500 av 12 000 registrerade jägare jagat färdigt. Då hade två vargar för mycket fällts, en i Dalarna och en i Örebro, alltså 29 vargar. 
År 2011 hade 6 428 jägare anmält sig till vargjakten.
Starten skedde den 15 januari 2011. Den sista vargen fälldes den 5 februari i Dalsland. Tilldelningen medgav 20 vargar men endast 19 fälldes innan tidsgränsen satte stopp för licensjakten, i detta fall i Västmanlands län.
2010 uppskattade Naturvårdsverket att den skandinaviska halvöns vargstam hade växt till 270 individer och man beslutade då att införa licensjakt på 27 vargar mellan 2 januari och 15 februari 2011. Jakten genomfördes och 28 vargar fälldes, alltså en mer än beslutet.
I samband med vargjakten 2011 anordnades opinionsbildning mot denna i form av demonstrationer och tidningsartiklar.
Jägare och deras familjer utsattes för mordhot, och aktivister uppgav att de avsåg att sabotera vargjakten. I riksdagsdebatten den 8 februari 2011 om varg försvarade miljöminister Andreas Carlgren regeringens ståndpunkt avseende jakt på varg.
2012 stoppades licensjakten på varg innan den hunnit påbörjas på grund av juridiska oklarheter, 2013 avbröts jakten av samma orsak när 3 av de 16 tilldelade vargarna fällts och även 2014 års licensjakt uteblev helt på grund av överklaganden.
Inför 2015 års licensjakt hade lagstiftningen ändrats så att Länsstyrelsen i respektive län beslutade om licensområden och tilldelning. Länsstyrelsernas beslut kunde överklagas till Naturvårdsverket, men dess beslut var slutgiltigt och kunde ej överklagas vidare. Sammanlagt fälldes 44 vargar inom ramen för licensjakten.. Utöver dessa sköts ytterligare en varg i Örebro län, men den bedömdes som så svårt skabbangripen att den ej räknades in i licenstilldelningen, utan som avlivad av djurskyddsskäl. 2015 års licensjakt fick ett rättsligt efterspel, då Naturskyddsföreningen överklagade lagändringen som innebär att Naturvårdsverkets beslut inte kan överklagas i domstol.
2016 års licensjakt hade en tilldelning på sammanlagt 46 vargar fördelat på fem län.. Jakten blev dock inte av på grund av en domstolsprocess.
Även 2017 års vargjakt föregicks av en juridisk process. Högsta förvaltningsdomstolen godkände jakten i en dom som anses vara prejudicerande. 25 vargar fälldes i fyra län.
I september 2023 beslutade Länsstyrelsen i Västra Götalands län att tillåta licensjakt på varg. Jakten skulle omfatta 6 vargar i reviret Ripelången. Vargjakten startade den 2 januari och samma dag sköts totalt 4 vargar. Därefter pausades vargjakten så att Länsstyrelsen kunde utföra DNA-prover. Jakten återupptogs kort därefter och den sjätte vargen fälldes den 9 januari. Den 19 januari konstaterade Länsstyrelsen att reviret inte längre hade varg i sig.

### Illegal jakt på varg

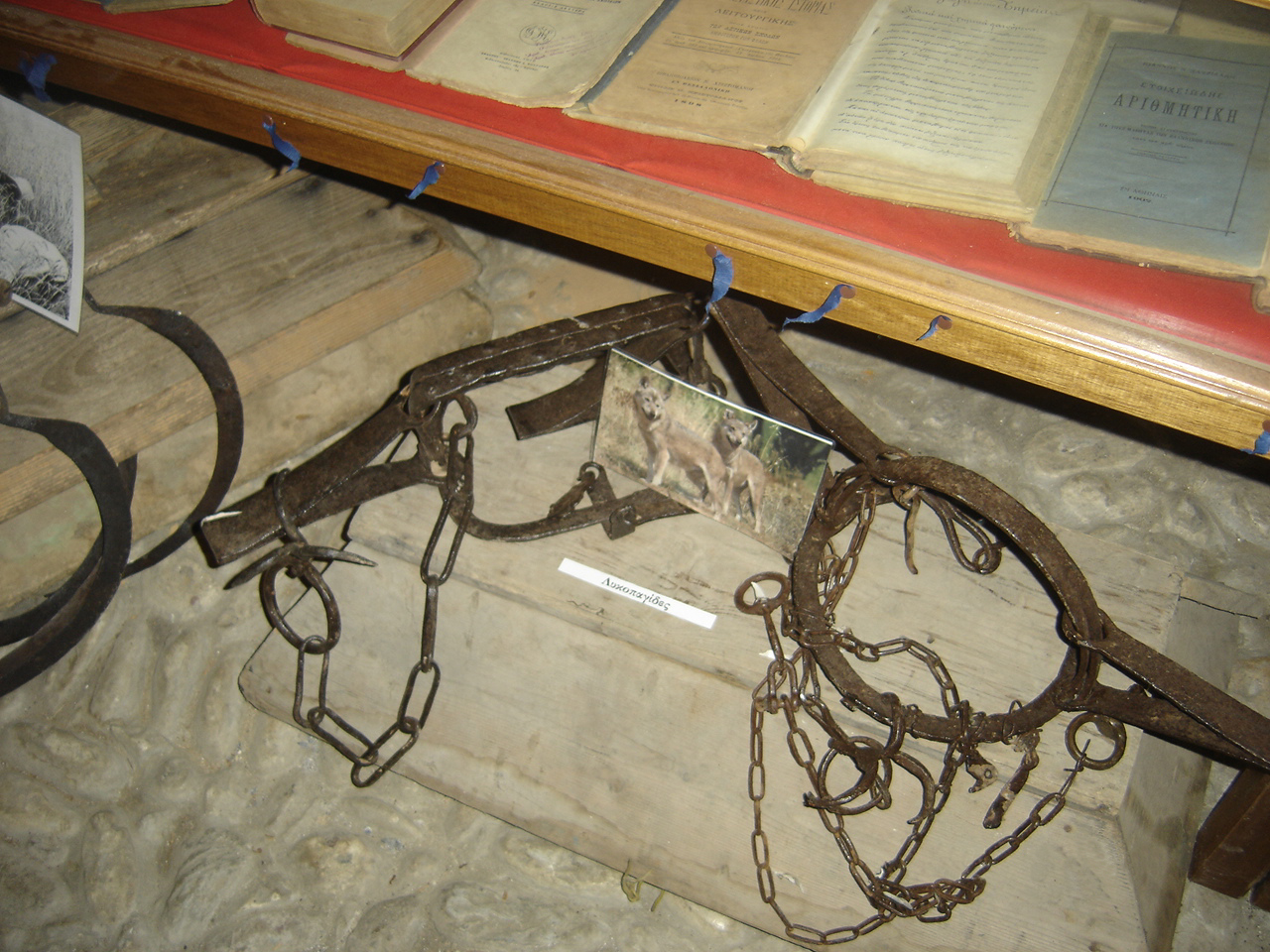
Fällor avsedda att fånga vargar.

Få brott rörande illegal jakt på varg anmäls, och ännu färre resulterar i fällande dom. Enligt den inventering av vargpopulationen som Brå refererade till i rapporten ”Illegal jakt på stora rovdjur. Konflikt i laglöst land?” (Brå rapport 2007:22) angavs det att varannan varg som dör, dör av illegal jakt. 
En förklaring är att legitimiteten för rovdjurspolitiken bland betydande delar av invånarna i de områden där vargstammarna har växt sig starka är låg, vilket har medfört att illegal jakt på varg har ansetts vara en form av civil olydnad som, av dessa, anses vara hedervärd, enligt ordstävet "Skjut, gräv och tig". 
I en rapport som Brottsförebyggande rådet har publicerat hävdas det att för att fler medborgare ska stödja den nuvarande rovdjurspolitiken så måste politiker och myndigheter utveckla dialogen med dem som bor i rovdjurstäta områden.
 Organisationen Folkaktionen Ny rovdjurspolitik förespråkar att rovdjurspolitiken skall förändras på ett sådant sätt att vargens negativa påverkan minskas.
Brå har fått promemorian ”Genetisk förstärkning av den svenska vargstammen” på remiss, och Brå bedömer sammanfattningsvis den 5 december 2010 att införsel och utplantering av varg innebär risk för ökning av de grova jaktbrotten som exempelvis dödandet av varg. Brå föreslår intensifierad övervakning av vargen i syfte att skydda och upptäcka tecken på illegal jakt på varg. 
 Enligt en rapport till Världsnaturfonden augusti 2011 har den illegala jakten på varg fått väsentligt mindre betydelse sedan 2006..
Enligt dokumentären "Vargkriget" i Sveriges Television 2 maj 2010 finns det ett nätverk i Sverige som samarbetar med norrmän om att utrota vargen på den skandinaviska halvön. Dokumentärfilmens objektivitet och trovärdighet har ifrågasatts av jägare.

## Vargen i den skandinaviska kulturen

### Fornnordisk totemism
I den forngermanska totemismen var vargen ett högtstående totemdjur inom det professionella krigarväsendet. Inom bärsärkaväsendet fanns elitkrigare kallade ulvhednar (“ulvhuden”, “klädd i vargfäll”), ofta del av en hird, vilka bar vargskinn över sin rustning för att få kontakt med vargens hamn (fornnordiska: hamr) och ska ha samverkat som en vargflock i strid.

### Fornnordisk mytologi

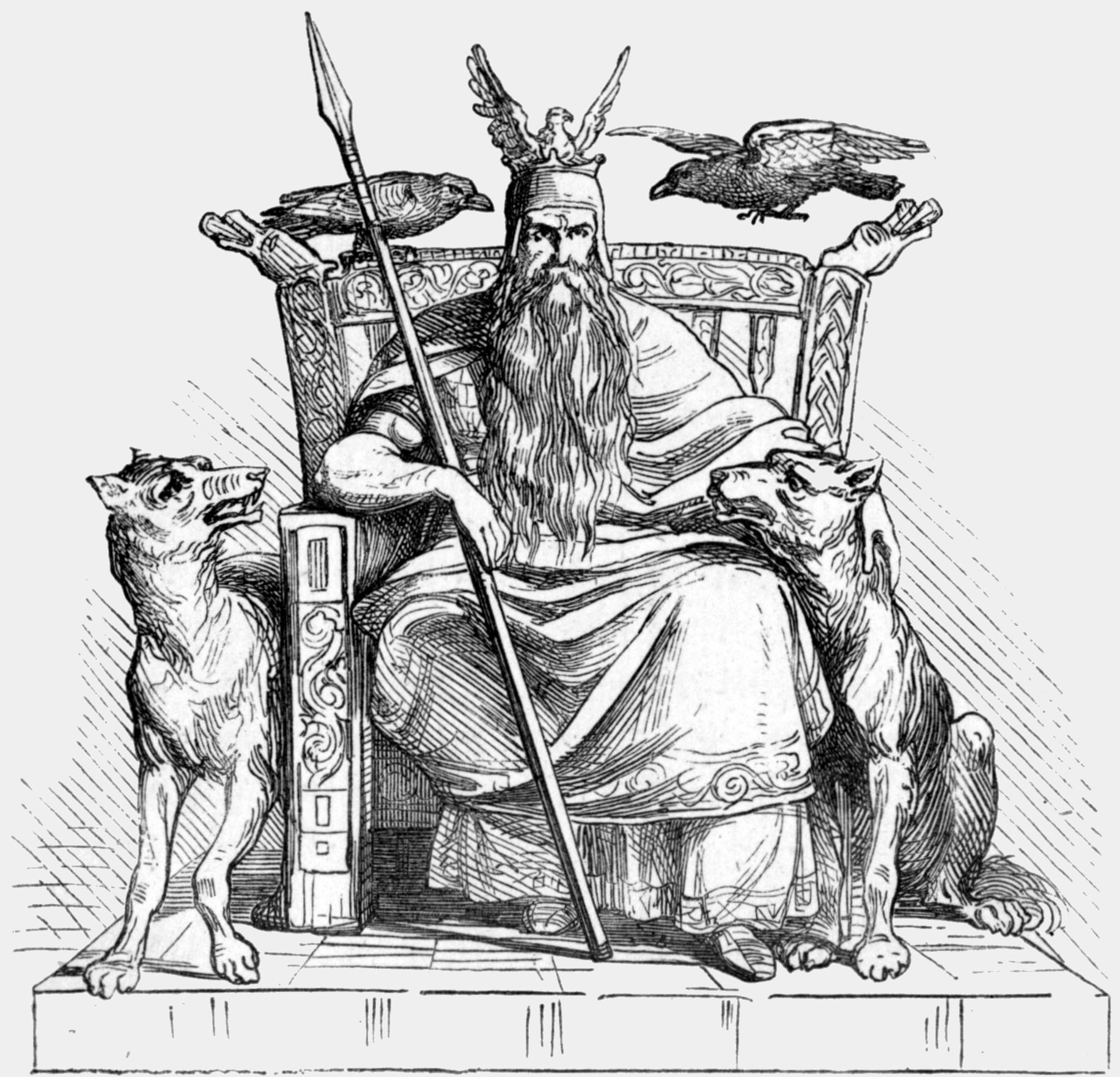
Oden flankerad av vargarna Gere och Freke. Illustration av Ludwig Pietsch.

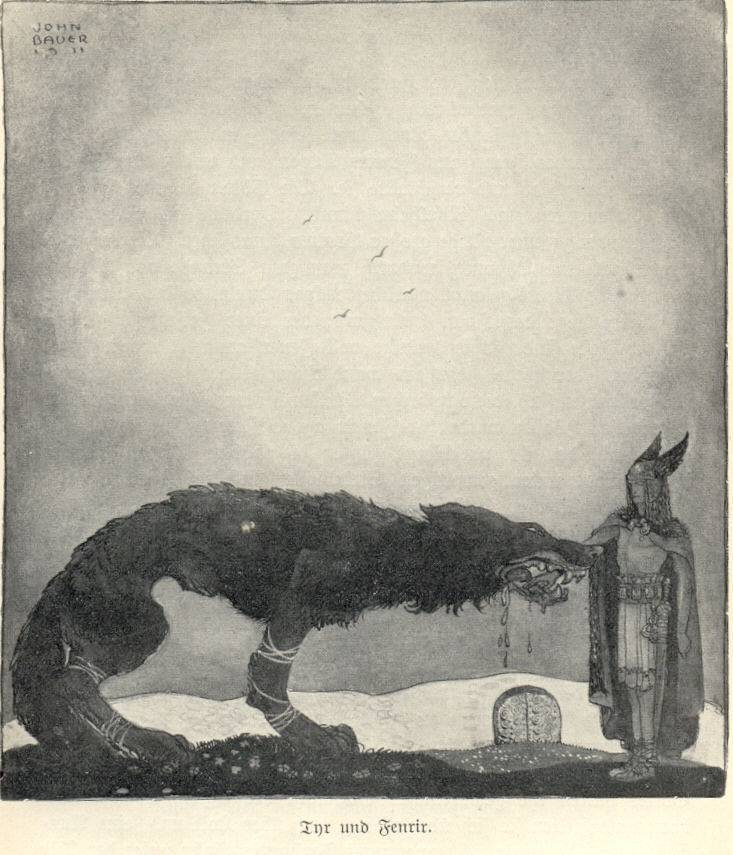
Tyr och Fenrisulven illustrerad av John Bauer 1911 för Viktor Rydbergs Fädernas gudasaga.

Vargen spelade en betydande roll i den nordiska mytologin. Gere och Freke var Odens två ulvar. Gere betyder möjligen "den glupske" och Freke möjligen "den spjuthuggande", vilket syftande på tänderna.[källa behövs]
Fenrisulven var en väldig varg som var son till Loke och jättinnan Angerboda. När Fenrisulven växte upp i Asgård var han till en början harmlös, men han växte snart till ett jättelikt monster och skrämde till slut även asarna. Dvärgarna tillverkade repet Gleipner som såg ut som ett silkessnöre, men som ingen kraft i hela världen kunde slita sönder. Ulven anade oråd och trodde att det var magi i tråden. För att få lägga den runt hans huvud var någon tvungen ätt lägga sin hand i ulvens gap som pant. Tyr var den ende som vågade och vargen blev så bunden till asarnas glada skratt. När Fenrisulven upptäckte att han blivit lurad bet han av Tyrs hand.
Sedan den dagen står Fenrisulven bunden i Jotunheim med ett svärd i munnen med udden upp i överkäken. Ifrån bestens gap rinner det fradga som bildar ån Von. I Völvans spådom berättas det att i Ragnarök skall den slita sig loss och kämpa i det sista slaget mot asagudarna tillsammans med bland annat Loke och sitt syskon Midgårdsormen. Fram till dess ylar han i sin fångenskap. I hans gap som sträcker sig från jorden till himlen ska Oden, då han rider till valplatsen på Sleipner, beväpnad med spjutet Gungner förgås i gudaskymningen. I gengäld kommer Odens son Vidar att slita upp Fenrisulvens käftar.[källa behövs]

## Vargattacker mot människor i Skandinavien
Linnell et al. 2003 hittade trovärdig samtida dokumentation för att 94 personer skall ha dödats av vargar i Fennoskandien under sedan 1700-talet. Övriga uppgifter om vargattacker från denna tid ansågs inte säkerställda. Av de 94 dödades 72 av fem enskilda vargar eller vargflockar. Enligt Furseth 2005, som har gått igenom arkivmaterial, kan istället 11 personer ha blivit dödade av vargar i Norge sedan 1600-talet, i stället för en person som Linnell et al. anger.

### Vargattacker mot människor i Norge
Linnell et al. 2003 hittade evidens endast för att en person blivit dödad under de senaste 300 åren. Det var en flicka, 6–8 år gammal, från Sørums kommun i Akershus fylke, som dödades den 28 december 1800. Furseth 2005 menar att det under det senaste 400 åren har dödats 11 personer av varg i Norge.

### Vargattacker mot människor i Sverige

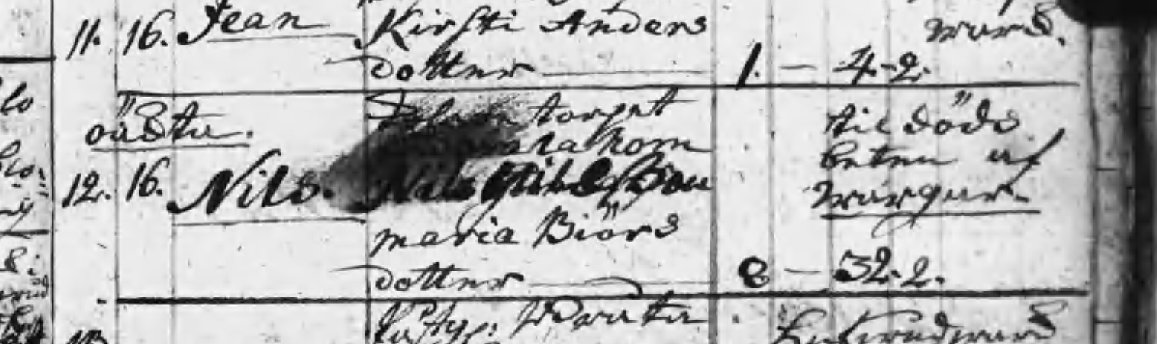
Hova dödbok 1763 F:1;
"(Januarii 1763) 12, 16, Nils, oäkta, Kolaretorpet vid Walaho(l)m, Nils Nilsson Maria Biörsdotter, til döds beten af wargar, 8 år 32 veckor 2 dagar (gammal).",
Avfotograferat från mikrofilm av död- och begravningsbok från 1763.

Man har i Sverige dokumenterat några historiska fall av vargattacker mot människor som fått dödlig utgång. Enligt Linnell et al. 2003 finns det 16 säkerställda fall där människor blivit dödade av varg i Sverige sedan början av 1700-talet. Senaste gången en vild varg i Sverige dödade en människa var Gysingevargen 1821.
Jon Svensson, en 4,5 år gammal pojke, blev dödad och till största del uppäten av varg i Boda socken, Jösse härad, Värmland, som nu är en del av Kils kommun i Värmlands län, den 17 december 1727. En kort tid därefter, den 6 januari 1728, blev ytterligare en pojke, Jon Ersson, som var 9 år gammal, uppäten av varg, även det i Boda socken.
Den 3 augusti 1731 blev en 12-årig flicka, Borta Johansdotter, dödad av varg i Steneby socken, Vedbo härad, Dalsland, som nu är en del av Bengtsfors kommun i Västra Götalands län. Nils Nilsson, en 8 år gammal pojke, blev ihjälbiten av varg i januari 1763 i Hova socken, Vadsbo härad, Skaraborg, som nu är en del av Gullspångs kommun i den del av Västra Götalands län, vilken tidigare utgjordes av Skaraborgs län. I några fall skall det ha rört sig om rabiessmittade vargar, till exempel i Riala socken i Uppland år 1815.

#### Gysingevargen
Mellan den 30 december 1820 och den 27 mars 1821 attackerades 31 människor av varg i ett begränsat område i Dalarna och i Gästrikland, främst i orten Gysinge. 12 personer dödades och 15 personer blev skadade. Samtliga som attackerades var barn, 3,5 till 15 år gamla, med undantag av en 19-årig kvinna. Då Gysingevargen sköts upphörde attackerna. Vargen antas ha fötts upp i fångenskap.

#### Kolmården

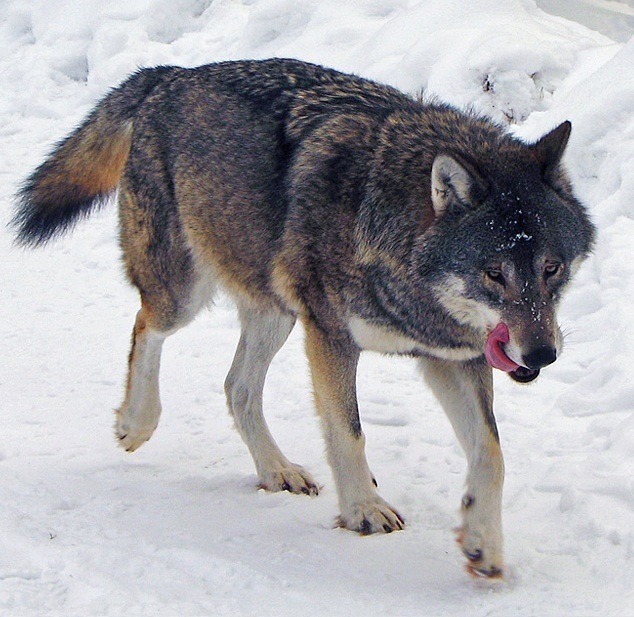
Varg fotograferad på Kolmårdens djurpark.

Den 17 juni 2012 blev en kvinnlig djurskötare dödad i varghägnet i Kolmårdens djurpark. Vargarna hade tidigare hotat en skötare, som försvarat sig med spade. Efter incidenten hade man regelbundet observerat vargarnas beteende. Djurparkens utredning blev klar i augusti, men hemligstämplades i väntan på att polis och åklagare skulle bli klara med sina utredningar. Djurparken och den dåvarande zoologiska chefen åtalades 2016, då polisutredningen enligt åklagaren visade att man försummat säkerheten. Flocken ifråga ingick i en verksamhet där de socialiserades och hade nära kontakt med djurskötarna. Attacken kan ha handlat om en utmaning från en vargs sida, en bidragande orsak kan ha varit att djurskötaren inte mådde bra. Norrköpings Tingsrätt dömde den zoologiske chefen för arbetsmiljöbrott innefattande grovt vållande till annans död. Straffet blev villkorlig dom samt dagsböter på 70 000 kronor. Kolmårdens Djurpark tilldömdes en företagsbot på 3,5 miljoner kr.

## Vargens påverkan på sina bytesdjur

### Varg och tamdjur

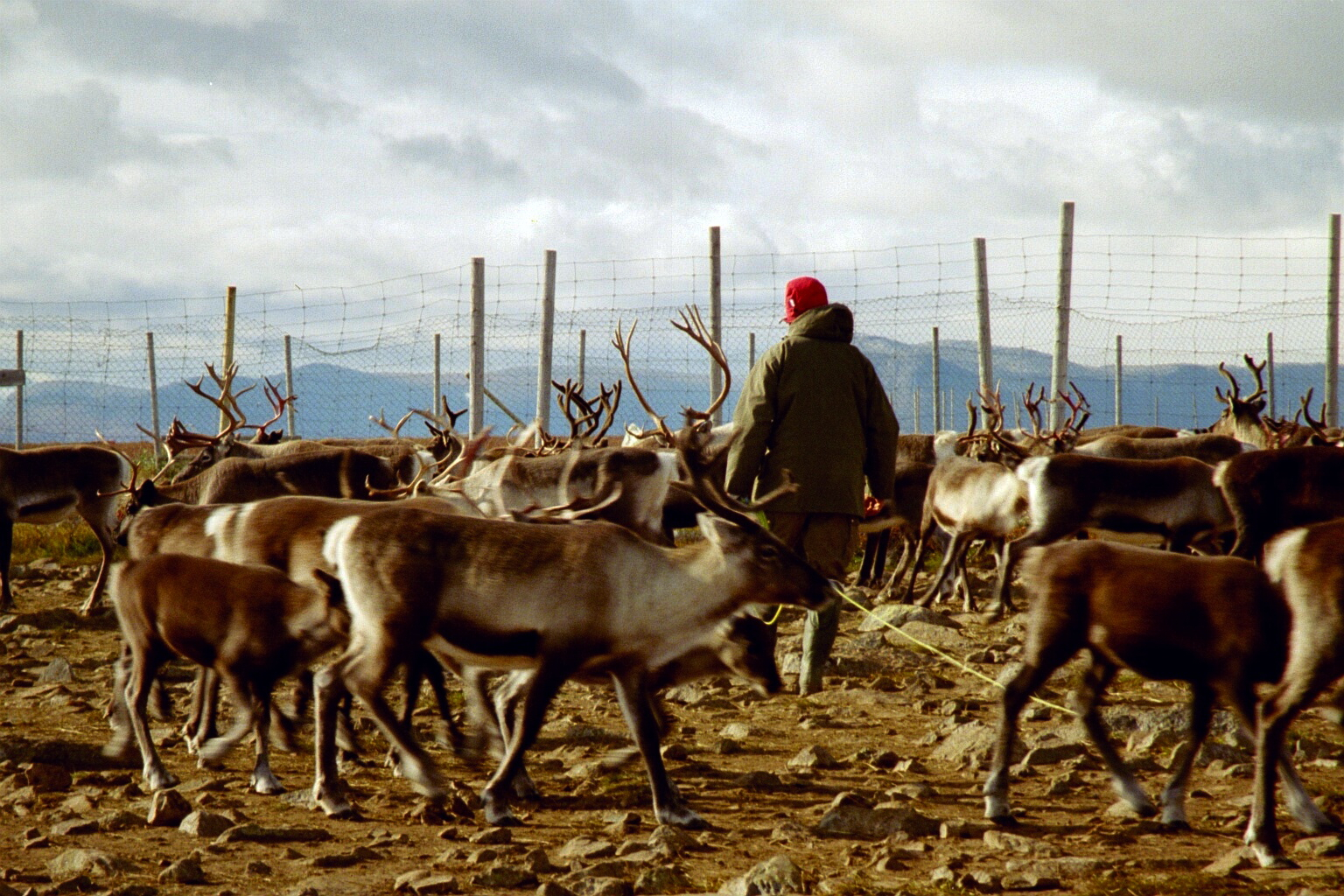
Återetableringen av varg i Skandinavien har fört med sig problem för boskapsuppfödare.

Allteftersom vargen utrotades i de sydligare delarna av Skandinavien flyttades problemet med skadade och dödade tamdjur till fjällvärlden och renskötselområdet. Före fridlysningen i Sverige 1966 och i Norge 1972hade renägarna rätt att försvara sin egendom mot vargens angrepp. Vargen anses vara det av de stora rovdjuren som orsakar renskötseln störst skador, då en vargflock jagar genom att spränga hjorden, så att renarna sprids åt olika håll. När en mindre renflock avskiljts, jagas den tills djuren samlar ihop sig tätt cirklande, varpå renarna dödas. Efter dessa attacker är det svårt att samla ihop den ursprungliga flocken, som är utspridd över ett stort område. Dessutom är ofta många renar skadade också efter misslyckade angrepp.
Under 2014 dödades 328 får och nötboskap av Sveriges vargar.
Problemet för den enskilde drabbade djurägaren är stort, då vargen ofta dödar många djur i samma attack, långt fler än vad den behöver som föda. Varg kan också efter en första attack återkomma till samma fårbesättning vid flera tillfällen. Fenomenet kallas av forskare Surplus killing. I naturen hade resten av flocken flytt, men så går det inte i en fårhage. Då boskap är inhägnad, kan djuren omöjligen undfly ett vargangrepp. Det finns dokumenterade fall i Skandinavien då över trettio får dödats vid ett och samma angrepp. Det är ytterst sällsynt i naturen, också om det förekommer även där. Små vargflockar dödar i och för sig också mer än de kan äta, men då möjligen för att kunna förbruka de näringsrikaste delarna av bytesdjuret, och minimera risken för att upptäckas av människor genom att stanna bara kort tid vid det fällda bytet.
| Vargdödade hundar i Sverige | Vargdödade hundar i Sverige |
| År                          | Antal                       |
| --------------------------- | --------------------------- |
| 2006                        | 12                          |
| 2007                        | 25                          |
| 2008                        | 22                          |
| 2009                        | 32                          |
| 2010                        | 19                          |
| 2011                        | 26                          |
| 2012                        | 16                          |
| 2013                        | 11                          |
| 2014                        | 21                          |
| 2015                        | 22                          |
| 2016                        | 12                          |
| 2017                        | 15                          |
| 2018                        | 4                           |
| 2019                        | 11                          |
| 2020                        | 10                          |
| 2021                        | 10                          |
| 2022                        | 11                          |
| 2023                        | 7                           |

För att skydda boskap har användandet av elstängsel ökat. Det har framkommit rapporter att en del av rovdjursstängslet som skall hålla rovdjuren borta från tamboskapens område är av undermålig kvalité. Ett annat problem är att vargar dödar hundar, och då inte sällan jakthundar.
Ungvargar lämnar vid cirka ett års ålder flocken. De ger sig ut på vandringar som kan vara antingen tillfälliga eller i syfte att etablera egna revir. Dessa kan då bli attraherade av doftämnena hos hundars urin, och tillfälligtvis uppehålla sig i eller i närheten av samhällen. En sådan ungvarg irrade sig in i Mälardalen och kördes där på av en polisbil på E18 vid Jakobsberg 1993.

#### Skydd mot vargangrepp på tamdjur
Ett vanligt sätt att förebygga angrepp mot tamdjur av varg, men även björn och lodjur är att använda rovdjursavvisande stängsel. Anvisningar för stängslens konstruktion ges ut av Viltskadecenter. En nackdel med stängslen är att de är  kostsamma att anlägga och underhålla, och Viltskadecenter rekommenderar därför att bidrag till stängsel i första hand utbetalas till fårbesättningar i etablerade vargrevir, eftersom de löper störst risk för angrepp, och till besättningar som utsatts för angrepp. Att förse samtliga Sveriges fårgårdar med rovdjursavvisande stängsel skulle uppskattningsvis kosta drygt fem miljarder kronor, med underhållskostnader på drygt en miljard årligen.
Rovdjursavvisande stängsel uppfört enligt Viltskadecenters anvisningar skall vara tillverkat av ståltråd, vars diameter bör vara 1,8–2,5 mm. Spänningen bör helst inte understiga 4 500 V (samma storleksordning som vanliga elstängsel), och det skall vara 1,1–1,2 meter högt (ungefär som för hästar) Ett sådant stängsel utgör enligt en rapport från Viltskadecenter i regel ett mycket gott skydd.. Det finns dock mycket lite forskning om hur effektiva stängslen är eller hur de optimalt skall utformas, till exempel verkar det inte finnas vetenskapligt publicerade utvärderingar om elstängsels effekt.

### Varg och vilt

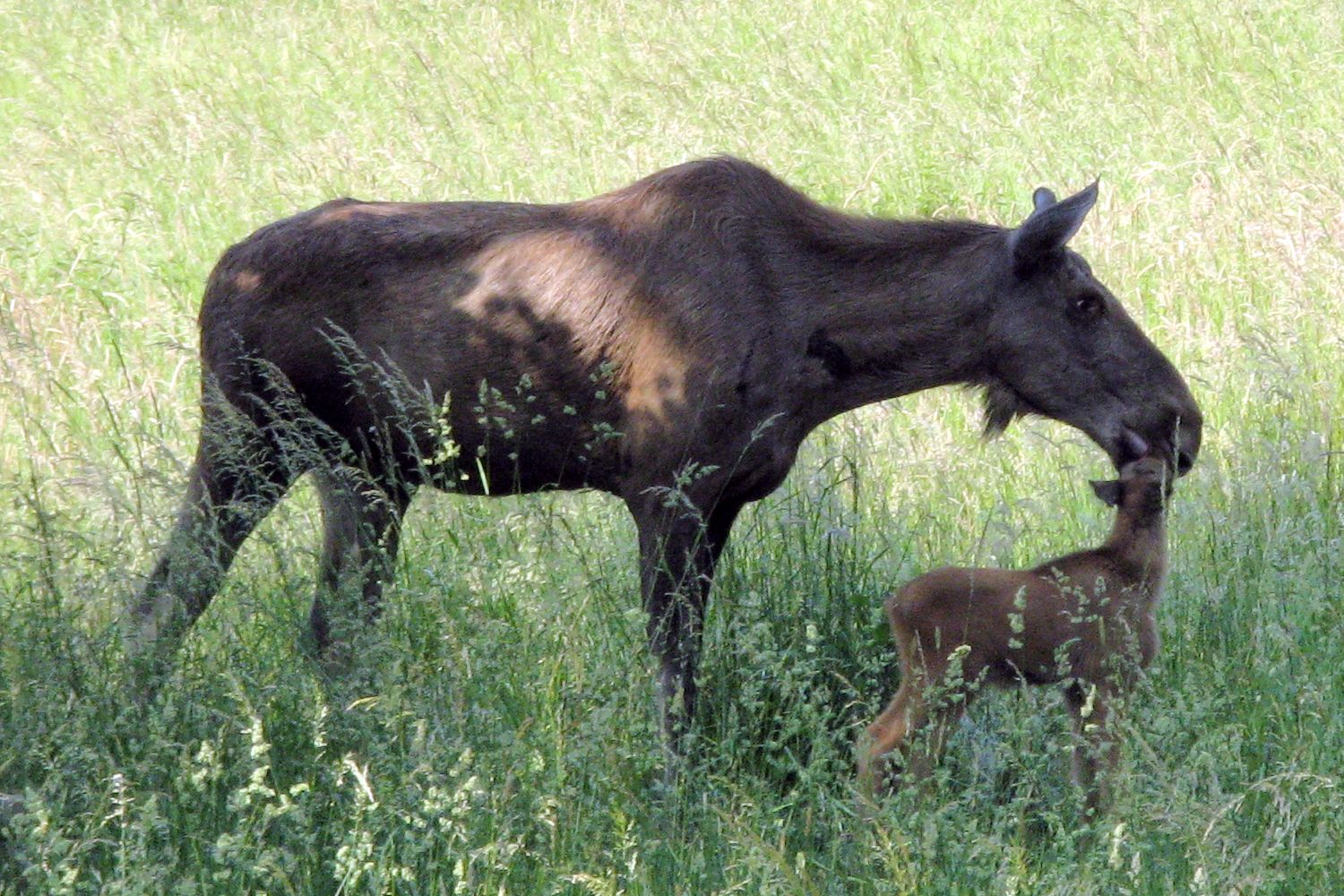
Älgen är den skandinaviska vargstammens viktigaste bytesdjur.

Mer än 95 procent av den biomassa den skandinaviska vargstammen konsumerar består av älg. Utöver älg är hjortdjur som ren och rådjur är de viktigaste bytesdjuren i Skandinavien, men hare, bäver, vildsvin och grävling ingår också.  
En normalstor vargflock dödar mellan 100 och 120 älgar på ett år. Det rör sig då främst om kalvar och ungdjur, samt om äldre älgkor. I enstaka fall, som torde vara sällsynta, kan det förekomma att vargar som attackerar älgar själva blir dödade. Liknade har även rapporterats då det gäller vitsvanshjort. Om man ser till mängden vilt kunde det finnas 750 vargrevir och 5 000 vargar i Sverige, ett antal som dock är praktiskt och politiskt omöjligt. Den mängd vilda djur de nuvarande vargarna tar har ingen större betydelse, annat än möjligen lokalt.
Vid en svensk studie utförd av forskare vid Sveriges lantbruksuniversitets viltforskningsstation i Grimsö där ett antal vuxna vargar från tio olika revir märktes med GPS-mottagare, studerades vargens sommarjakt i detalj. Det framgick att 96 % av biomassan bestod av älg. Av 199 vargdödade kadaver var 148 älgar, 9 rådjur, 5 bävrar, 10 grävlingar, 6 harar, 20 fåglar (främst orre och tjäder) samt en kalv från nötboskap. Av älgarna var 133 kalvar och 15 ettåriga älgar.
Vargen tar främst gamla och sjukliga byten, eller årsungar,och kan därmed uppfattas agera som en "naturens renhållningsarbetare". Dock fälls också friska och välnärda individer. Detta gäller i mycket högre grad i Sverige än i Nordamerika, dels för att det är ont om svaga och sjuka älgar i Sverige, dels möjligen för att älgarna är ovana vid varg och inte är lika bra på att försvara sig..
I de områden i Sverige där vargstammarna är som tätast har det inträffat att älgjakten helt fått ställas in som ett resultat av vargens reducering av älgstammen. Detta leder till en minskad acceptans för varg i de drabbade områdena. 

### Den norska vargzonen
Det norska stortinget beslöt 2004 att ynglande varg och revirmarkerande vargpar bara får finnas i ett område intill den svenska gränsen, som i Sverige kallas vargzonen. I det området är vargen fredad. Zonen ligger till stor del vid gränsen till Värmland. År 2011 hade man uppnått den population på 30 vargar som eftersträvats, och den 14 februari 2011 var det premiär för allmän vargjakt i Hedmark, i området utanför vargzonen. Jaktkvoten för säsongen var 8 vargar..

### Svenskarnas attityder till varg
I vargtäta områden ser jägarna vargen som ett hot mot älgjakten. Lokaltidningarna har genomsyrats av den ena insändaren efter den andra, och folkopinioner har uppmanats till att ta ställning för eller emot vargen.
Vid en attitydundersökning från 1999 visade det sig att två tredjedelar av svenskarna kunde acceptera en vargstam på minst 200 djur. En tredjedel kunde tänka sig 500-1 000 djur medan 5 procent av de svarande inte ville ha några vargar alls. 56 procent av de som svarade kunde tänka sig att ha varg i närheten där de bor. Mest positiva till att ha varg i närheten av bostaden var tamdjursägare i vargområden. Bland renägare var det dock endast 18 procent som ville ha varg i närheten av bostaden, vilket kan ha att göra med att renar till skillnad från andra tamdjur hålls i ohägnade marker. 
År 2006 hölls kommunala folkomröstningar i Mora kommun, Orsa kommun, Rättviks kommun och Älvdalens kommun kommuner om man skall ha fri etablering eller reglering av rovdjur Frågeställningen löd:"Ska kommunen verka för att det ska bli möjligt att freda tamdjur och hundar vid ett direkt rovdjursangrepp även utanför hägn?". Av de avgivna rösterna var 72 % ja, 19 % nej och 9 % blankt. Det har ansetts att rovdjursfrågan kan ha varit en belastning för Socialdemokraterna vid valet 2006 till följd av samarbetet med Miljöpartiet, vilka skall ha setts som ett parti som ha verkat för en ökad vargstam.

## EU och vargen
Svenska Naturskyddsföreningen (SNF), Svenska Rovdjursföreningen, Världsnaturfonden (WWF) och Djurskyddet Sverige har framfört till kommissionen klagomål på den svenska vargpolitiken. Detta har resulterat i att EU-kommissionen har beslutat den 27 januari 2011 inledandet av ett så kallat överträdelseärende mot Sverige om vargjakten. Det är ett första steg i en process som kan sluta med att den svenska regeringen ställs inför EU-domstolen. 
I ett pressmeddelande 27 januari 2011 uppmanade EU-kommissionen Sverige att respektera EU:s naturvårdslagstiftning på ett tillfredsställande sätt. Kommissionen ställde sig tveksam till flera aspekter av hur Sverige hanterat vargfrågan – särskilt att vargjakt har tillåtits trots att arten inte har en gynnsam bevarandestatus.
EU:s miljökommissionär Janez Potocnik fattade den 27 januari 2011 det formella beslutet om att anmäla den svenska vargjakten som ett brott mot EU:s miljölagstiftning. Sveriges regering hade efter detta två månader på sig att svara på Svenska Naturskyddsföreningens, Svenska rovdjursföreningen, Världsnaturfondens och Djurskyddet Sveriges anmälan till EU-kommissionen. Licensjakten har inte förvärrat statusen för varg, hävdade regeringen den 28 mars 2011 i sitt svar till EU-kommissionen.
EU-kommissionens Jean François Brakeland sade i juli 2011 att man ansåg att en vargkorridor genom renskötselområdet skulle medföra alltför stora problem för rennäringen. Skyddsjakt på varg kommer även framöver förbli accepterad av EU.

## Se även

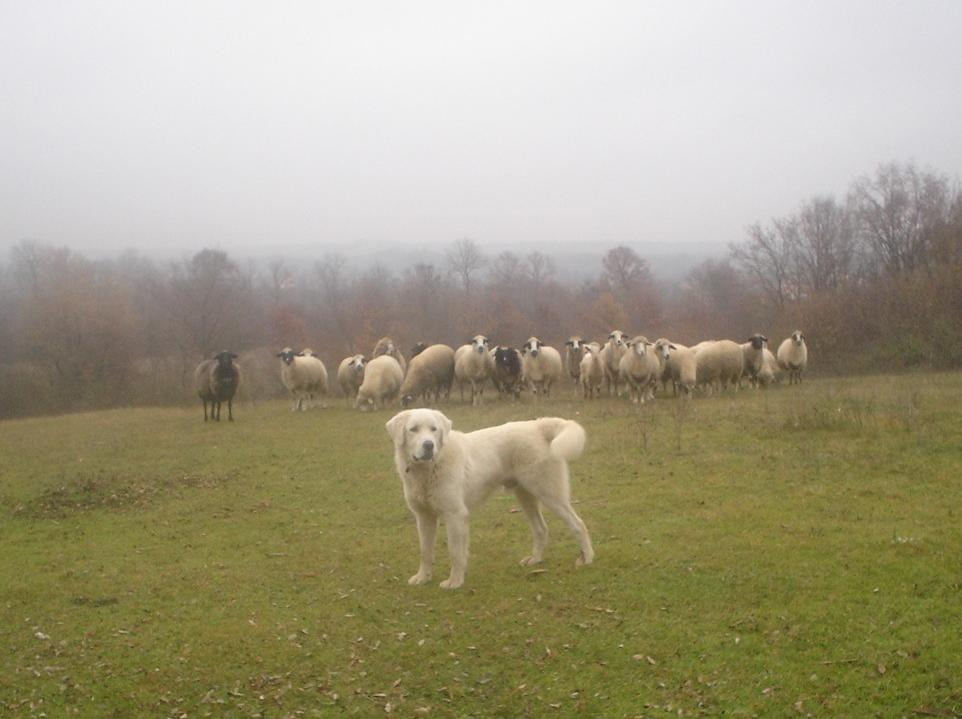
En boskapsvaktande hund med sin fårflock.

## Källförteckning